# Partido Republicano Conservador
Partido Republicano Conservador (PRC) foi um partido político brasileiro criado em outubro de 1910.